# Ophiomorus chernovi
Espèce
Ophiomorus chernovi est une espèce de sauriens de la famille des Scincidae.

## Répartition
Cette espèce se rencontre dans le sud du Turkménistan et dans le nord-est de l'Iran.

## Étymologie
Cette espèce est nommée en l'honneur de Sergius Aleksandrovich Chernov.

## Publication originale
- Anderson & Leviton, 1966 : A review of the genus Ophiomorus (Sauria: Scincidae), with descriptions of three new forms. Proceedings of the California Academy of Sciences, sér. 4, vol. 33, no 16, p. 499-534 (texte intégral).